# De Nieuwe Doelen
De Nieuwe Doelen is een Nederlands voormalig theater in Gorinchem.
Het programma van het theater omvatte muziek, toneel, musicals, cabaret en jeugdvoorstellingen. Gorinchem telt verder nog de kleinere theaters Peeriscoop en Theater 't Pand.

## Geschiedenis
Het eerste theater in Gorinchem met de naam "De Doelen" werd in 1844 geopend achter de Sint-Jorisdoelen in de Molenstraat. In 1961 verhuisde het theater naar de Haarstraat, een ontwerp van Cornelis Wegener Sleeswijk, Cornelis Johannes Henke en S.J.C. Wichers. Het theater sloot in 2016 zijn deuren.